# Mihaela Anamaria Biriș
Mihaela Anamaria Biriș (n. 20 noiembrie 1956) este o fostă deputată română în legislatura 1996-2000, aleasă în județul Satu-Mare pe listele Partidului Național Țărănesc Creștin Democrat (PNȚCD). Din aprilie 2000 a devenit independentă. A fost membră în grupurile parlamentare de prietenie cu Suedia, Austria și Slovenia. Mihaela Anamaria Biriș deține titlul de luptător pentru victoria Revoluției din decembrie 1989.
Este de profesie chimistă. 